# Welvaart
Welvaart is de mate waarin de gezamenlijke, individuele behoeften in een samenleving, met de beschikbare economische middelen kunnen worden bevredigd. Het is een kwalitatieve, niet in getallen uitdrukbare maatstaf. Men spreekt ook wel van welvaart in ruime zin.

## Economische schaarste
Van de behoeften wordt aangenomen dat deze groter zijn dan de beschikbare middelen. Er is dus sprake van een tekort, in de economische wetenschap relatieve schaarste genoemd. 

## Bruto nationaal product vs inkomensongelijkheid
Welvaart is niet direct meetbaar. Het bruto nationaal product van een land wordt veelal als maatstaf gebruikt, omdat dit wel objectief meetbaar is. Het bnp per capita is een statistisch gemiddelde, en houdt geen rekening met de onderlinge economische ongelijkheid of inkomensverdeling in een land. Inzicht in de inkomensverdeling is van belang om de mate te bepalen waarin individuele behoeftebevrediging is gerealiseerd.

## Welvaart en welzijn
Vaak wordt de term 'welvaart' gecombineerd met de term welzijn, om zo tot een brede definitie te komen van wat 'positieve factoren' in een mensenleven precies behelzen. Zodoende spelen ook de beschikbaarheid van vrije tijd, de mogelijkheid tot ontspanning, en de stand van het natuurlijk kapitaal van een land een rol in het begrip welvaart. 
Naast de gewone consumptie is er nog een aantal categorieën van behoeften, zoals:
- Ondernemerschap & Mogelijkheden: deel willen nemen aan het economisch of maatschappelijk verkeer.
- Governance: behoefte aan rechtsbescherming van het individu tegen de willekeur van de overheid, in economische en niet-economische aangelegenheden.
- Onderwijs: behoefte aan hulp bij het omgaan met de complexe wereld.
- Gezondheid.
- Veiligheid: bescherming van lijf en eigendom, ook zonder toezicht.
- Persoonlijke vrijheid: behoefte aan vrijheid van meningsuiting, geloofsvrijheid, vrijheid van  vereniging en aan individuele zelfbeschikking.
- Sociaal kapitaal: behoefte aan sociale netwerken, relaties en sociale instellingen die het welbevinden van de ingezetenen van een land bevorderen.